# M6 Rennes
M6 Rennes édité par la société française Judikaël 35 est une coentreprise du groupe M6 et du groupe SIPA - Ouest-France. 
Elle est chargée de 1995 à juin 2006 de la réalisation des journaux des journaux locaux du 6 minutes Rennes de la chaîne de télévision M6. Le décrochage local est retransmis depuis l'émetteur de Saint-Pern couvrant la ville Rennes, l'Ille-et-Vilaine et l'est des Côtes-d'Armor. 

## M6 Rennes
Le 6 Minutes Rennes, (Le Six' Rennes à partir de 2003) est un journal télévisé tout en images diffusé du lundi au vendredi vers 20 h 37 (sauf jours fériés et congés scolaires) du 25 septembre 1995 à 30 juin 2006. Il est réalisé par une équipe de 8 personnes dont des journalistes du groupe SIPA - Ouest-France depuis les bureaux de rédaction situés dans le centre de Rennes au 12, rue Vasselot.
Ce décrochage local traitant de l'actualité politique, économique, sociale et culturelle du pays nantais et ses alentours se terminant par un bulletin météo au ton souvent décalé. 
En 1998, la rédaction de M6 Rennes perd l'un de ses journaliste reporter d'images, Audran Cellier. Le journaliste réalise un reportage à bord du trimaran d'Yvan Bourgnon au large de l’île de Batz à l'occasion du départ imminent de la Route du Rhum, alors les conditions météorologiques sont difficiles il tombe à l'eau et se noie.
La prise de participation du groupe SIPA - Ouest-France dans le capital de télévisions locales a Nantes via le rachat de la Socpresse Ouest (Presse-Océan) qui détient la chaîne est contrainte par le CSA de faire un choix entre M6 Nantes et Nantes 7. Il conserve la chaîne locale et le Six' Nantes et le Six' Rennes (dont groupe SIPA - Ouest-France se désengage aussi) s'arrêtent le 30 juin 2006, M6 de son côté ne souhaite pas poursuivre la production des éditions d'M6 Nantes et d'M6 Rennes, provoquant la première grève des M6 locales suivit à 75 % au sein des décrochages de M6.
M6 qui a modifié ses tranches d'information avec l'arrivée du 19:45, et n'a donc pas souhaité poursuivre la production de ces deux éditions locales. Elles se sont arrêtées le 30 juin 2006, provoquant la première grève des M6 locales suivit à 75 % au sein des décrochages de M6.